# Cấu trúc cơ thể

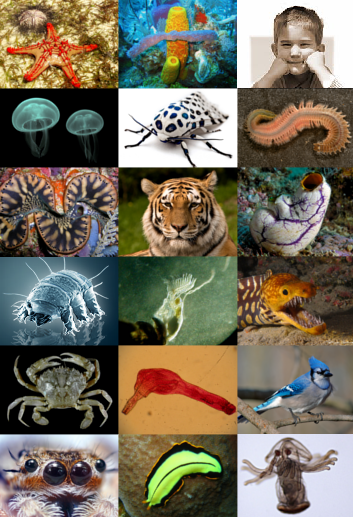
Các loài vật hiện đại có thể được phân loại theo cách cơ thể chúng sắp xếp ra sao, đó là các "cấu trúc cơ thể" khác nhau.

Một cấu trúc cơ thể (body plan), Bauplan (tiếng đức số nhiều Baupläne), là "một tập hợp các đặc điểm về hình thái được thấy qua rất nhiều cá thể đến từ một ngành".:33 Cấu trúc cơ thể động vật có xương sống là một điển hình. Động vật không xương sống thì lại bao gồm nhiều ngành.
Thuật ngữ này thường được áp dụng cho động vật, xét như một "bản thiết kế", bao gồm khía cạnh như đối xứng, phân khúc và phân bố chân tay. Tiến hóa phát triển sinh học là chuyên ngành đi tìm lời giải về sự khởi đầu của sự đa dạng cấu trúc cơ thể hiện nay.
Bùng nổ kỉ Cambrian được coi là có sự ảnh hưởng thúc đẩy tiến hóa cấu trúc cơ thể một cách mạnh mẽ, nhưng những người thấu hiểu về sự tiến hóa lại nói rằng phát triển cấu trúc cơ thể diễn ra từ từ vào thời kì Đại cổ sinh.